# Квілсен (Вашингтон)
Квілсен (англ. Quilcene) — переписна місцевість (CDP) в США, в окрузі Джефферсон штату Вашингтон. Населення — 598 осіб (2020).

## Географія
Квілсен розташований за координатами 47°50′26″ пн. ш. 122°54′53″ зх. д. / 47.84056° пн. ш. 122.91472° зх. д. (47.840679, -122.914640).  За даними Бюро перепису населення США в 2010 році переписна місцевість мала площу 23,83 км², з яких 22,82 км² — суходіл та 1,01 км² — водойми.

### Клімат
| Клімат : Квілсен        | Клімат : Квілсен | Клімат : Квілсен | Клімат : Квілсен | Клімат : Квілсен | Клімат : Квілсен | Клімат : Квілсен | Клімат : Квілсен | Клімат : Квілсен | Клімат : Квілсен | Клімат : Квілсен | Клімат : Квілсен | Клімат : Квілсен | Клімат : Квілсен |
| Показник                | Січ.             | Лют.             | Бер.             | Квіт.            | Трав.            | Черв.            | Лип.             | Серп.            | Вер.             | Жовт.            | Лист.            | Груд.            | Рік              |
| Абсолютний максимум, °C | 17,8             | 21,7             | 25,6             | 28,9             | 32,8             | 35,6             | 37,8             | 36,7             | 37,2             | 28,3             | 23,3             | 18,3             | 37,8             |
| Середній максимум, °C   | 7,2              | 10,0             | 13,3             | 16,1             | 19,4             | 22,2             | 25,0             | 26,1             | 22,8             | 16,7             | 10,6             | 6,7              | 16,4             |
| Середній мінімум, °C    | −0,6             | 0,6              | 1,7              | 3,3              | 6,1              | 8,9              | 10,6             | 10,0             | 7,8              | 4,4              | 1,7              | −0,6             | 4,5              |
| Абсолютний мінімум, °C  | −16,1            | −15              | −11,1            | −2,8             | −2,8             | 1,1              | 1,7              | 3,3              | −1,7             | −5,6             | −15              | −15,6            | −16,1            |
| Норма опадів, мм        | 188              | 187              | 151              | 97               | 72               | 54               | 33               | 31               | 41               | 105              | 203              | 220              | 1382             |
| ----------------------- | ---------------- | ---------------- | ---------------- | ---------------- | ---------------- | ---------------- | ---------------- | ---------------- | ---------------- | ---------------- | ---------------- | ---------------- | ---------------- |
| Джерело:                |                  |                  |                  |                  |                  |                  |                  |                  |                  |                  |                  |                  |                  |

## Демографія
Згідно з переписом 2010 року, у переписній місцевості мешкало 596 осіб у 263 домогосподарствах у складі 152 родин. Густота населення становила 25 осіб/км².  Було 312 помешкання (13/км²).
Расовий склад населення:
| - 89,9 % — білих - 3,2 % — корінних американців - 1,5 % — азіатів - 0,2 % — вихідців з тихоокеанських островів |

До двох чи більше рас належало 4,4 %. Частка іспаномовних становила 4,0 % від усіх жителів.
За віковим діапазоном населення розподілялося таким чином: 20,6 % — особи молодші 18 років, 62,0 % — особи у віці 18—64 років, 17,4 % — особи у віці 65 років та старші. Медіана віку мешканця становила 46,4 року. На 100 осіб жіночої статі у переписній місцевості припадало 106,9 чоловіків;  на 100 жінок у віці від 18 років та старших — 103,9 чоловіків також старших 18 років.
Середній дохід на одне домашнє господарство  становив 55 562 долари США (медіана — 50 486), а середній дохід на одну сім'ю — 70 943 долари (медіана — 53 750). Медіана доходів становила 53 603 долари для чоловіків та 46 806 доларів для жінок. За межею бідності перебувало 13,2 % осіб, у тому числі 0,0 % дітей у віці до 18 років та 11,0 % осіб у віці 65 років та старших.
Цивільне працевлаштоване населення становило 188 осіб. Основні галузі зайнятості: будівництво — 29,3 %, освіта, охорона здоров'я та соціальна допомога — 27,7 %, фінанси, страхування та нерухомість — 11,7 %, транспорт — 9,0 %.